# COVID-19-Pandemie in Botswana
Die COVID-19-Pandemie in Botswana tritt als regionales Teilgeschehen des weltweiten Ausbruchs der Atemwegserkrankung COVID-19 auf und beruht auf Infektionen mit dem Ende 2019 neu aufgetretenen Virus SARS-CoV-2 aus der Familie der Coronaviren. Die COVID-19-Pandemie breitet sich seit Dezember 2019 von China ausgehend aus. Ab dem 11. März 2020 stufte die Weltgesundheitsorganisation (WHO) das Ausbruchsgeschehen des neuartigen Coronavirus als Pandemie ein.

## Verlauf und Maßnahmen
Mit einer Verfügung im Amtsblatt der Regierung wurde der internationale Reiseverkehr von und nach Botswana zeitweilig eingeschränkt. Zudem empfahl die botswanische Regierung ihren Bürgern, Händeschütteln und Umarmungen zu vermeiden. Alle nicht zwingend erforderlichen Auslandsreisen sollen vorerst unterbleiben. In Botswana wurden öffentliche Versammlungen mit mehr als 10 Personen untersagt.
Nach der Rückkehr des Präsidenten Mokgweetsi Masisi im März 2020 vom Treffen einiger Staatschefs benachbarter Länder in Windhoek (Namibia) mit Beratungen über Maßnahmen gegen die Verbreitung des Coronavirus begab sich dieser auf eigenen Entschluss in eine 14-tägige Quarantäne. Er geht seinen Amtsgeschäften weiter nach, hält jedoch zu seiner Familie vorübergehend räumliche Distanz.
Am 30. März 2020 wurden die ersten drei SARES-CoV-2-Infektionen in Botswana bestätigt. Zwei Infizierte kamen aus Thailand, einer aus Großbritannien. Einen Tag später wurde der Ausnahmezustand erklärt; er beinhaltet eine „extreme“ Ausgangssperre ab dem 2. April. Im WHO-Situationsbericht tauchten diese drei ersten Fälle erstmals am 1. April 2020 auf.
Der erste COVID-19-bedingte Todesfall im Land wurde am 31. März 2020 bestätigt. Im WHO-Situationsbericht tauchte dieser Todesfall am 2. April 2020 erstmals auf. Bereits am 25. März starb in Ramotswa eine Frau, die im Verdacht stand, COVID-19 gehabt zu haben. Einige Tage nach ihrem Tod, am 31. März, fielen die Ergebnisse positiv aus, womit postum der vierte Fall und der erste Todesfall von COVID-19 in Botswana bestätigt wurde. In einer Live-Übertragung auf BTV sagte Vizepräsident Tsogwane, Behörden hätten 14 andere Personen aufgegriffen, die mit der Verstorbenen in Kontakt gestanden hatten. Diese Personen wurden alle auf COVID-19 getestet. Die Ergebnisse derjenigen, die mit dem Verstorbenen in Kontakt standen, wurden vom Minister für Gesundheit und Wellness, Lemogang Kwape, bekannt gegeben, der auch die ersten drei Fälle verkündete. Kwape gab bekannt, dass sieben der 14 Getesteten als positiv befunden wurden, was die Gesamtzahl der Fälle bis zum 14. April 2020 laut WHO auf 13 Infektionen und einen Todesfall erhöhte.
Präsident Masisi beabsichtigte Anfang April 2020 die Verlängerung des Ausnahmezustands von 28 Tagen auf sechs Monate. Die Nationalversammlung verabschiedete in der Folge den Emergency Powers Act, der dem Präsidenten sechs Monate lang das Regieren per Dekret erlaubt. Unter anderem drohen Personen, die mit Informationen zu COVID-19 oder den Maßnahmen der Regierung „die Öffentlichkeit täuschen“, bis zu fünf Jahre Haft. Dies wurde von Journalisten als Zensurmaßnahme wahrgenommen.
Vom 12. bis 15. Juni wurde der Lockdown in Gaborone erneut verhängt, nachdem es dort zu mehreren Verdachtsfällen gekommen war. Am 19. Dezember 2023 wurden der WHO aus Botswana keine neuen Fälle gemeldet. Die insgesamt bestätigten Fälle betrugen 330 409 mit 2800 Todesfällen.

## Statistik
Die Fallzahlen entwickelten sich während der COVID-19-Pandemie in Botswana wie folgt:

### Infektionen

Bestätigte Infizierte in Botswana nach Daten der WHO. Oben kumuliert, unten Tageswerte

### Todesfälle

Bestätigte Todesfälle in Botswana nach Daten der WHO. Oben kumuliert, unten Tageswerte